# EIA/TIA-568
EIA/TIA-568 är standarder som de flesta elektriska nätverkskablar följer idag. Standarden anger hur en kabels ledare ska kopplas till kabelns kontakt.

## Rak eller korsad kabel?

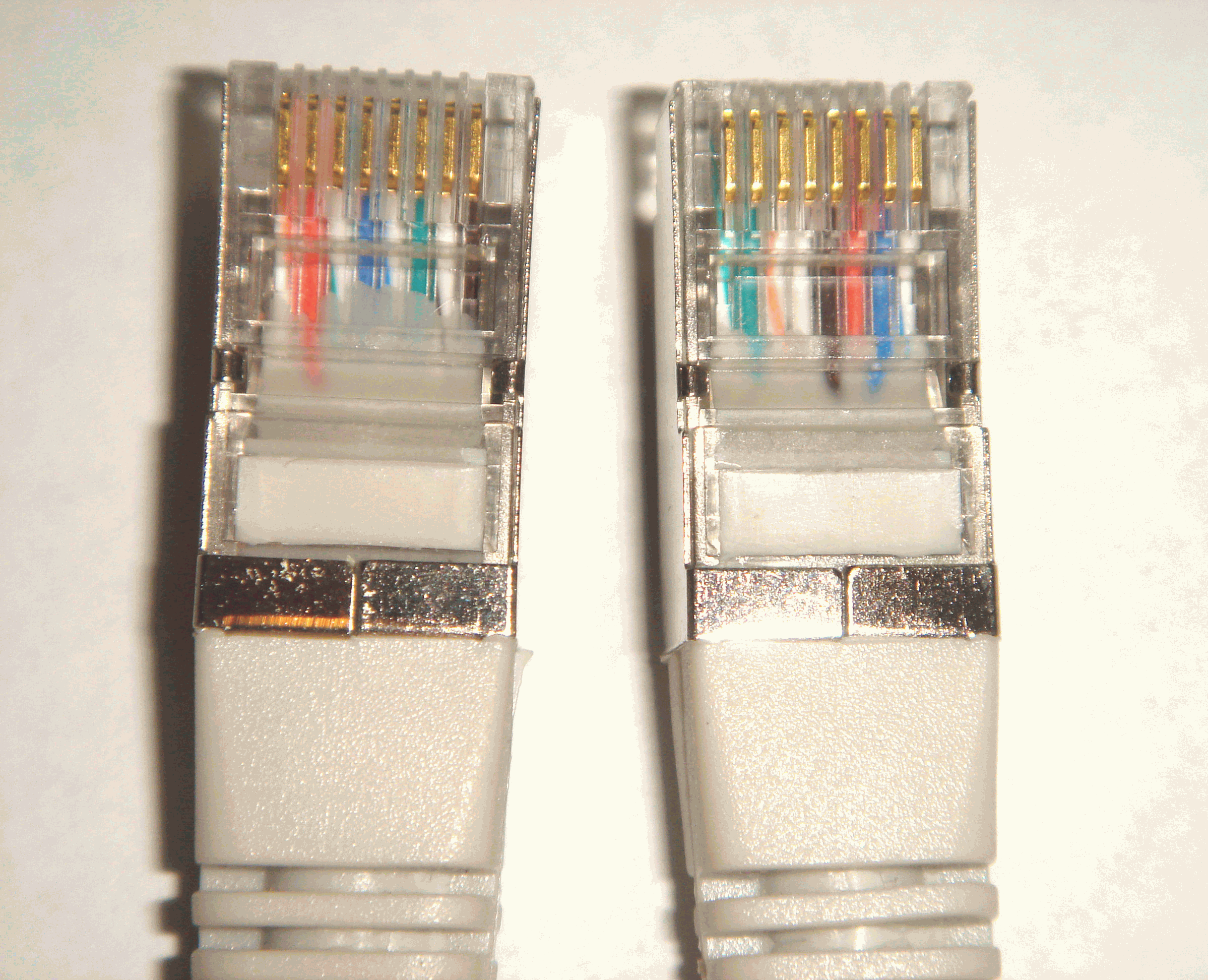
Två kontakter på en nätverkskabel. Som synes är denna kabel korsad (se text).

Historiskt användes korsad nätverkskabel mellan två likadana datorer för att den enes sändpoler skulle få kontakt med den andres mottagarpoler.
För att göra en nätverkskabel som går från en dator till en hub eller switch använder man sig av en rak TP-kabel. Med rak TP-kabel menas att samma sladduppsättning finns i kabelns båda kontakterna, TIA568A till TIA568A eller TIA568B till TIA568B.
För koppling mellan två datorer, mellan två switchar, routrar eller hubbar eller mellan en dator och en router använder man sig av en korsad TP-kabel. Med detta menas att man korskopplar sändarparet och mottagarparet i kabeln. Med andra ord, TIA568A till TIA568B eller TIA568B till TIA568A.
För att koppla en nätverkskabel från dator till konfigurationsporten på till exempel en router använder man en rollover-kabel. I en sådan är ena kontakten spegelvänd jämfört med den andra.
Man kan se om en nätverkskabel är rak eller korsad genom att hålla de två kontakterna bredvid varandra och granska ledarnas färger. Om färgerna är placerade på samma sätt är kabeln rak. Annars är den troligen korsad. Till exempel kan vi se att sladden på bilden troligen är korsad eftersom trådarna inte är på samma platser.

## TIA568A
1. Vit/Grön
2. Grön
3. Vit/Orange
4. Blå
5. Vit/Blå
6. Orange
7. Vit/Brun
8. Brun

## TIA568B
1. Vit/Orange
2. Orange
3. Vit/Grön
4. Blå
5. Vit/Blå
6. Grön
7. Vit/Brun
8. Brun